# Cancer Biomarkers
Cancer Biomarkers, abgekürzt Cancer Biomark., ist eine wissenschaftliche Fachzeitschrift, die vom IOS-Press-Verlag veröffentlicht wird. Die Zeitschrift wurde 2005 mit dem Namen Disease Markers - Section A, Cancer Biomarkers gegründet. Im Jahr 2009 erfolgte die Verkürzung auf den heutigen Namen, sie erscheint derzeit mit zwölf Ausgaben im Jahr. Es werden Arbeiten veröffentlicht, die sich mit der Identifizierung von Biomarkern für Krebserkrankungen beschäftigen.
Der Impact Factor lag im Jahr 2016 bei 2,274. Nach der Statistik des ISI Web of Knowledge wird das Journal mit diesem Impact Factor in der Kategorie Onkologie an 146. Stelle von 217 Zeitschriften geführt.